# Tunisiens riksvapen

På Tunisiens riksvapen finns skeppet som erinrar om de första nybyggarna i landet fenicierna. Till vänster en våg och till höger ett lejon med ett svärd. I mitten av vapenskölden står valspråket: "Ordning, frihet, rättvisa".